# Cratere Adjua
Adjua è un cratere sulla superficie di Rea.